# Victoria Benedictsson

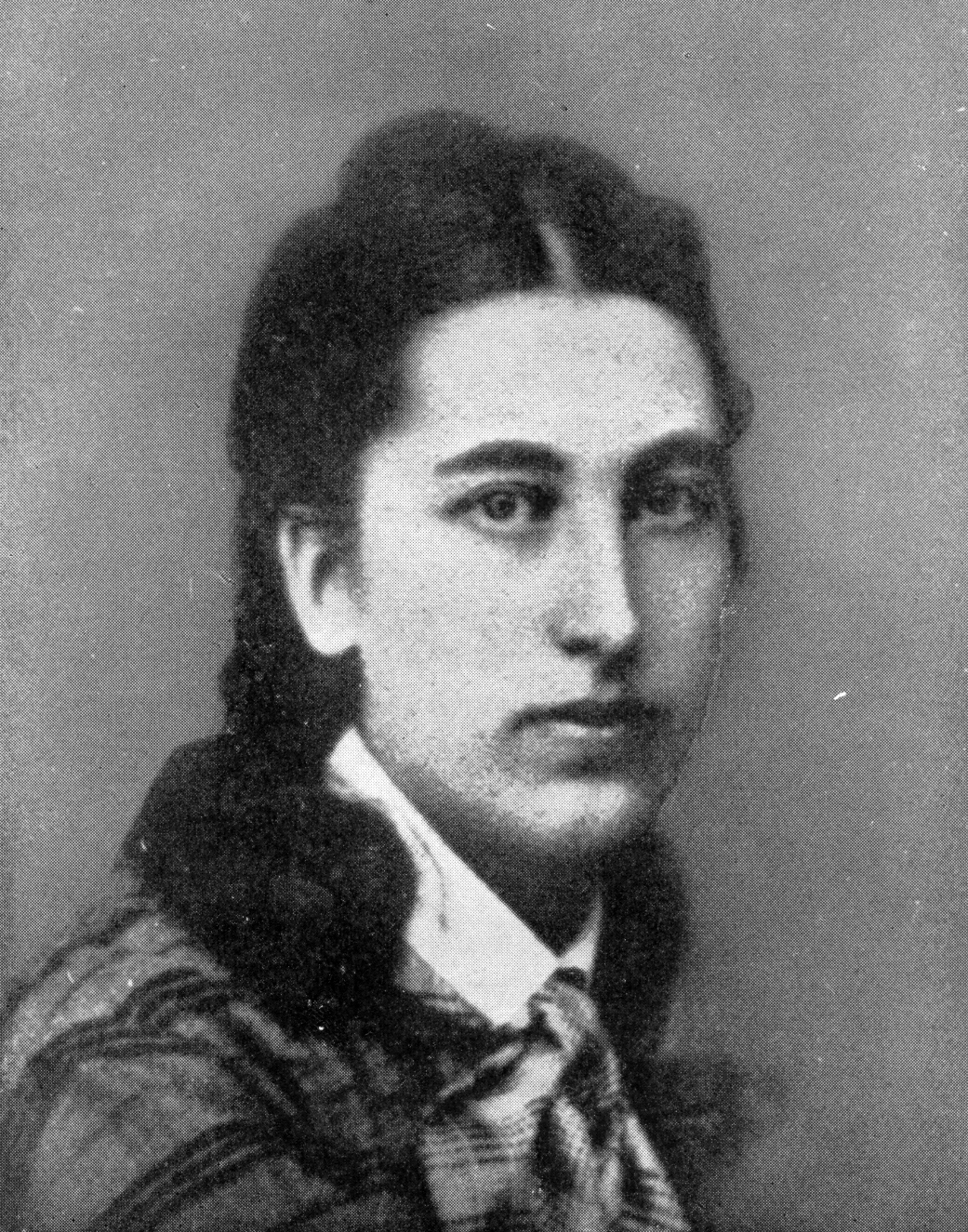
Victoria Benedictsson

Victoria Maria Benedictsson (geboren als Victoria Bruzelius op 6 maart 1850 op het landgoed Domme nabij Trelleborg ; † 21 juni 1888 in Kopenhagen) was een Zweedse schrijfster en dramaturge die onder het pseudoniem Ernst Ahlgren publiceerde.

## Leven en werk
Benedictsson groeide op in een conservatief landbouwmilieu. Ze koesterde al vroeg een interesse voor kunst en wilde in Stockholm een artistieke opleiding volgen. Haar vader verbood haar dat. Om van haar familie weg te komen, trouwde ze als 21-jarige met de 49-jarige weduwnaar Christian Benedictsson (1822-99), die vijf kinderen uit een eerder huwelijk had. Het paar kreeg twee dochters; één overleed. In 1882 maakte een knieblessure Benedictsson een tijdlang bedlegerig. Dit gaf haar de mogelijkheid om te schrijven.
Haar eerste succes kende ze in 1884 met de novellebundel Från Skåne (Uit Skåne). In 1885 verscheen de realistische roman Pengar (Geld), tegelijk haar doorbraak. Zoals veel Scandinavische schrijvers trok ze naar de Deense hoofdstad Kopenhagen, waar de moderne kunststromingen al waren doorgebroken, onder meer door toedoen van criticus Georg Brandes. Met hem had Benedictsson vanaf 1886 een relatie. Aanhoudende financiële problemen, liefdesperikelen met Brandes en beperkte beroepsmogelijkheden als vrouw deden er haar in 1888 toe besluiten om uit het leven te stappen. Ze ligt begraven op het kerkhof Vestre Kirkegård in Kopenhagen.

## Emancipatie
Benedictsson thematiseerde sociale vraagstukken en de emancipatie van de vrouw. In haar romans beschrijft ze het huwelijk als een keurslijf. Ze publiceerde onder het mannelijk pseudoniem Ernst Ahlgren om serieus genomen te worden en om met mannelijke collega's te kunnen corresponderen. Op haar verzoek staat alleen dat pseudoniem op haar grafsteen. Een citaat uit haar dagboek: "Het afschuwelijke is dat je niet als mens beschouwd wordt, maar alleen maar als vrouw, vrouw, vrouw!"

## Nalatenschap
De Zweedse schrijver August Strindberg noemde Victoria Benedictsson een van de belangrijkste realistische auteurs van de jaren 1880. Hij verwerkte haar persoon in zijn drama Freule Julie / Juffrouw Julie (1888). Na haar dood zorgde de Zweedse schrijver Axel Lundegård voor een uitgave van nagelaten werk. Later is gebleken dat hij sommige manuscripten zelf aanvulde.
- Bibsys: 90088620
- Bibliothèque nationale de France: cb11885740q (data)
- Digitale Bibliotheek voor de Nederlandse Letteren: bene020
- Gemeinsame Normdatei: 119189194
- International Standard Name Identifier: 0000 0004 5875 6214
- KulturNav: 5634770b-f17a-4fcb-9f0f-9a589963c80b
- Library of Congress Control Number: n79076590
- Nationale Bibliotheek van Tsjechië: xx0198929
- Nationale Bibliotheek van Polen: a0000003677756
- Nederlandse Thesaurus van Auteursnamen: 072254750
- Réseau des bibliothèques de Suisse occidentale: 02-A002989785
- LIBRIS: 177268
- Système universitaire de documentation: 026649691
- Virtual International Authority File: 95228001
- WorldCat: E39PBJbxBvcDd6BJXF8DHKkbh3